# Pipe It Up
Pipe It Up è un singolo del gruppo musicale statunitense Migos pubblicato il 31 luglio 2015.

## Tracce
1. Pipe It Up – 3:27